# Dicropaltum humilis
Dicropaltum humilis är en tvåvingeart som först beskrevs av Luigi Bellardi 1861.  Dicropaltum humilis ingår i släktet Dicropaltum och familjen rovflugor. Inga underarter finns listade i Catalogue of Life.